# 墨西哥国家文化艺术委员会
墨西哥国家文化艺术委员会（简称），也译作全国文化与艺术委员会、全国文化和艺术委员会、文化艺术委员会、国家文化艺术理事会等，墨西哥共和国政府曾经的文化职能机构，由公共教育部文化局与其他部委的文化机构和团体合并而成，成立于1988年，2015年被新成立的墨西哥文化部取代。该委员会致力于协调艺术和文化领域的政策、机构和团体，推动、支持和赞助有益于文化艺术事业发展的活动。

## 历史
1988年12月8日，卡洛斯·萨利纳斯·德戈塔里总统颁布法令组建国家文化艺术委员会。在此之前，墨西哥的文化艺术活动由公共教育秘书处下属的相关部门管理。
2015年12月18日，在恩里克·培尼亚·涅托总统的倡议下，国家文化艺术委员会改组为文化部，将其资源和权力完全移交给新部门。

## 历任主席
| 任次 | 姓名                   | 肖像 | 任免日期 （任职时长）                     | 生卒日期 （年龄）                     | 时任总统                          | 信息来源     |
| ---- | ---------------------- | ---- | ----------------------------------------- | ------------------------------------- | --------------------------------- | ------------ |
| 1    | 维克多·弗洛雷斯·奥莱亚 |      | 1988年—1992年 （4年）                     | 1932年8月24日—2020年11月22日 （88岁） | 卡洛斯·萨利纳斯                   | [ 9 ]        |
| 2    | 拉斐尔·托瓦尔·德特蕾莎 |      | 1992年6月7日—2000年11月30日 （8年176天）  | 1954年4月6日—2016年12月10日 （62岁）  | 卡洛斯·萨利纳斯 ↓ 埃內斯托·塞迪略 | [ 10 ]       |
| 3    | 萨里·贝尔穆德斯        |      | 2000年12月1日—2006年11月30日 （5年364天） | 1950年7月15日— （74岁）               | 比森特·福克斯                     | [ 11 ]       |
| 4    | 塞尔吉奥·贝拉          |      | 2006年12月1日—2009年3月2日 （2年91天）    | 1964年6月27日— （60岁）               | 费利佩·卡尔德龙                   | [ 12 ]       |
| 5    | 康苏埃洛·萨伊扎尔      |      | 2009年3月3日—2012年11月30日 （3年272天）  | 1961年— （63—64岁）                   | 费利佩·卡尔德龙                   | [ 2 ]        |
| 6    | 拉斐尔·托瓦尔·德特蕾莎 |      | 2012年12月10日—2015年12月20日 （3年10天） | 1954年4月6日—2016年12月10日 （62岁）  | 恩里克·培尼亚·涅托                | [ 1 ] [ 13 ] |